# Droit cap-verdien
Le droit cap-verdien est le droit appliqué au Cap-Vert depuis l'indépendance du Portugal le 5 juillet 1975.

## Sources du droit

### Constitution
L'article 3 de la Constitution du Cap-Vert, nommé « Souveraineté et constitutionnalité » en fait la loi fondamentale du pays.
En effet, l'article 3(1) dispose que le peuple est souverain, et que cette souveraineté s'exerce dans la forme prévue par la Constitution. L'article 3(2) précise que l’État est subordonné à la Constitution selon le principe de légalité démocratique et doit imposer le respect du droit.
Enfin, l'article 3(3) dispose que toutes lois et actes adoptées par l’État, les pouvoirs locaux et les entités publiques en général ne sont valides que s'ils sont conformes à la Constitution.

### Législation
Le pouvoir législatif est confié à l'Assemblée nationale à l'article 186 de la Constitution. Cela inclut l'approbation des traités.

## Organisation juridictionnelle
Les différentes catégories de cours sont prévues à l'article 228 de la Constitution. L'article crée :
- une Cour de justice suprême et des cours de première instance,
- une Cour des comptes,
- des tribunaux militaires,
- des Cours fiscales et douanières,
- et des cours de deuxièmes instances ainsi que des cours administratives.

Les juridictions d'exception sont interdites.

## Sources

## Compléments